# Фалькензе-Фінкенкруг
«Спортивний клуб Фалькензе-Фінкенкруг» (нім. Sportverein Falkensee-Finkenkrug e. V.) — німецька футбольна команда з міста Фалькензе, з землі Бранденбург (на західному кордоні Берліну).

## Досягнення
- Бранденбур-ліга
  -  Чемпіон (2): 2005, 2008

- Кубок Бранденбурга
  -  Володар (1): 2012
  -  Фіналіст (1): 2008

## Статистика виступів
| Сезон   | Ліга                     | Місце | Різниця матчів | Очки |
| ------- | ------------------------ | ----- | -------------- | ---- |
| 2001/02 | Вербандсліга Бранденбург | 3     | 62:34          | 59   |
| 2002/03 | Вербандсліга Бранденбург | 3     | 78:27          | 61   |
| 2003/04 | Вербандсліга Бранденбург | 4     | 82:34          | 57   |
| 2004/05 | Вербандсліга Бранденбург | 1     | 73:26          | 70   |
| 2005/06 | Оберліга «Північ»        | 15    | 31:51          | 29   |
| 2006/07 | Вербандсліга Бранденбург | 3     | 59:33          | 54   |
| 2007/08 | Бранденбург-ліга         | 1     | 67:30          | 71   |
| 2008/09 | Оберліга «Північ»        | 7     | 47:47          | 44   |
| 2009/10 | Оберліга «Північ»        | 16    | 25:69          | 17   |
| 2010/11 | Бранденбург-ліга         | 9     | 46:44          | 36   |
| 2011/12 | Бранденбург-ліга         | 12    | 28:41          | 33   |
| 2012/13 | Бранденбург-ліга         | 3     | 51:39          | 52   |
| 2013/14 | Бранденбург-ліга         | 2     | 57:41          | 53   |
| 2014/15 | Бранденбург-ліга         | 6     | 38:28          | 44   |
| 2015/16 | Бранденбург-ліга         | 11    | 30:59          | 35   |
| 2016/17 | Бранденбург-ліга         | 12    | 42:51          | 33   |
| 2017/18 | Бранденбург-ліга         | 11    | 59:51          | 35   |
| 2018/19 | Бранденбург-ліга         | 13    | 39:71          | 26   |
| 2019/20 | Бранденбург-ліга         | 15    | 16:50          | 11   |

## Відомі гравці
- / Володимир Причиненко